# 上海市建平中学
上海市建平中学成立于1944年，原名私立洋泾中小学，1954年改名为建平中学。1978年，学校被确定为上海市重点中学。2005年，学校成为上海市首批28所实验性示范性高中之一。学校占地面积39191平方米、建筑面积38074平方米、绿化面积13717平方米，坐落于上海市浦东新区杨浦大桥西侧。
建平中学以自立精神，共生意识，科学态度，人文情怀，领袖气质为育人目标，倡导个性发展与社会需要完美结合，提出“合格 + 特长”“规范 + 选择”的方针，全面提高教育教学质量。

## 建平教育集团
建平中学已建立起中国第一个教育集团，先后创办了上海国际职业培训中心、上海市建平西校、上海市平和双语学校、上海市浦发中学、上海市建平网校、上海市建平实验中学、上海市建平实验小学和上海市建平世纪中学。

## 链接
- 上海市建平中学（页面存档备份，存于）